# SCORM
SCORM (de l'anglès, Sharable Content Object Reference Model) és una especificació que permet crear objectes d'aprenentatge estructurats. Amb els sistemes de gestió de continguts en línia originals no era possible l'intercanvi de continguts. Amb SCORM es fa possible crear continguts que puguin importar-se dins d'un Sistema de Gestió de l'Aprenentatge (Learning Management System en anglès) diferent, sempre que aquests suportin la norma SCORM.
Els continguts SCORM són fonamentals per a l'aprenentatge e-learning, ja que es tracta d'una eina potent per a qualsevol organisme de formació que proveeixi aquest tipus d'aprenentatge, a més de ser reconegut i utilitzat arreu del món.
Un contingut compleix amb SCORM si està:
- Dissenyat per ser exhibit en un navegador.
- Descrit per metadades.
- Organitzat com un conjunt estructurat d'objectes més petits.
- Empaquetat de manera que pugui ser importat per qualsevol plataforma LMS compatible.
- Creat per ser portable, distribuït a través de qualsevol servidor web en qualsevol sistema operatiu.

## Història i evolució del SCORM
El departament de defensa dels Estats Units l'any 1999 va crear el laboratori ADL (Advanced Distributed Learning). Aquest centre va recollir part d'altres iniciatives existents de la indústria de la nova formació online (AICC, IEEE e IMS), les va compilar i millorar i va crear aquest nou model de referència SCORM amb especificacions i estàndards comuns.
| SCORM 1.0                | 2000         | Primer esborrany que en descrivia els elements principals. Els seus documents no eren una implementació completa de l'especificació. |
| SCORM 1.1                | Gener 2001   | Primera versió utilitzada al mercat. Encara no tenia manifest d'empaquetar ni suport per a les metadades. |
| SCORM 1.2                | Octubre 2001 | Actualment és la més utilitzada i compatible amb la majoria d'LMS. Va resoldre els inconvenients de l'anterior però encara no tenia els components de seqüenciació i navegació. Això comporta que els continguts que s'hi presenten no siguin un conjunt de continguts de mòduls reutilitzables. |
| SCORM 2004 (1st Edition) | Gener 2004   | S'hi va introduir l'especificació de seqüenciació i navegació que permetés crear les regles necessàries sobre com havia d'actuar l'estudiant amb els objectes de contingut. Va tenir problemes de base i no es va poder implementar.                                                             |
| SCORM 2004 (2nd Edition) | Juliol 2004  | Primera versió amb l'especificació de seqüenciació i navegació que es va estendre però va posar de manifest la dificultat d'especificació de seqüenciació. |
| SCORM 2004 (3rd Edition  | 2006         | Va consistir en un conjunt de millores dirigides, sobretot, a incrementar la consistència de l'especificació de seqüenciació. |
| SCORM 2004 (4th Edition) | 2009         | És l'última versió SCORM que va sortir al mercat. Va continuar millorant l'especificació de seqüenciació i navegació i va afegir elements que ampliaven les opcions disponibles pel creador de continguts i els simplificava.                                                                    |

En l'actualitat les versions més utilitzades són SCORM 1.2 i SCORM 2004. L'elecció entre la utilització d'una o altra recau en les necessitats de l'autor i les diferències entre les dues versions. La principal és l'estàndard de seqüenciació i navegació que introdueix la versió SCORM 2004. Aquesta és una aportació molt important, atractiva i útil però té l'inconvenient que l'implementació de l'estàndard IMS que fa és complexa i, per tant, també ho és la de continguts i la de les LMS.

## Principals requeriments i beneficis associats
Els principals requeriments que el model SCORM tracta de satisfer són:
- Accessibilitat: capacitat d'accedir als components d'aprenentatge des d'un lloc distant a través de les tecnologies web, així com distribuir-los a altres llocs. Permet un aprenentatge individualitzat en què l'alumne decideixi quan, com i a quin ritme vol estudiar. També permet una gran difusió dels objectes d'aprenentatge (OA), ja que es poden buscar i recuperar gràcies a la classificació de les metadades.
- Adaptabilitat: capacitat de personalitzar la formació en funció de les necessitats de les persones i organitzacions. Permet un aprenentatge personalitzat, adaptat als coneixements i progressos de l'estudiant, ja que es pot seqüenciar el contingut per tal que sigui adequat per l'alumne amb la informació que s'obté de la interacció d'aquest amb l'LMS.
- Durabilitat: capacitat de resistir a l'evolució de la tecnologia sense requerir ser concebuts de nou, una reconfiguració o una reescriptura del codi. El cicle de vida el marca la validesa del contingut de l'objecte d'aprenentatge, no la tecnologia utilitzada.
- Interoperabilitat: capacitat d'utilitzar-se en un altre emplaçament i amb un altre conjunt d'eines o sobre una altra plataforma de components d'ensenyament desenvolupades dins d'un lloc, amb un cert conjunt d'eines o sobre una certa plataforma. Existeixen nombrosos nivells d'interoperabilitat.
- Reusabilitat: flexibilitat que permet integrar components d'ensenyament dins de múltiples contextos i aplicacions.

Aquests requeriments condueixen a uns costos d'ensenyament-aprenentatge assequibles, ja que faciliten l'accés als continguts en qualsevol lloc i moment i des de qualsevol dispositiu.

## Components d'especificació SCORM

### Model d'agregació de continguts[6]
Conté les normes que permeten estructurar els continguts de l'OA, és a dir, definir quins elements el componen, com estan relacionats i com es poden identificar mitjançant metadades. També es defineix la forma en que s'entregarà la informació a l'estudiant i com s'empaqueta el contingut per poder ser dipositat en un LMS.
El CAM (Content Aggregation Model, en anglès) es compon de tres especificacions:
- Model de Continguts (Resource Metadata Information Model). Estableix la nomenclatura que s'utilitzarà per descriure els components de contingut que formaran l'OA. Identifica tres elements bàsics, entre altres: Assets, SCO i Agregació de Continguts.
- Metadades (LOM-Learning Object Metadata). Mecanisme per descriure els components del contingut i els elements del Model de Continguts.
- Model d'Empaquetament de Continguts (Content Packaging).[7] Permet agrupar, en un únic paquet, els objectes de contingut (SCO i Assets), l'estructura del contingut i la informació sobre com ha de ser mostrat el contingut a l'estudiant.

### Entorn d'execució
Especifica com s'ha d'executar el contingut, com es comunica amb la LMS i com fer el seguiment del progrés de l'estudiant en funció de la seva interacció.

### Seqüenciació i navegació
Especifica com s'ha de definir la seqüència d'execució dels diversos components i la navegació permesa en cada moment. També permet la creació de contingut adaptat a les interaccions de l'estudiant en funció d'unes condicions detallades per unes regles.

## Terminologia i conceptes bàsics
El model SCORM es compon d'Assets, SCO, organització de contingut, agregació de contingut, paquets de contingut i manifest.
- Asset: és la unitat més bàsica i la representació electrònica de contingut visible des d'un navegador.
- SCO (Objecte de contingut reutilitzable): conjunt d'Assets que formen un contingut d'aprenentatge independent. És la unitat més petita que es pot col·locar a l'LMS. Per poder-s'hi comunicar necessita incloure l'API.
- Organització de contingut: conté les regles estàtiques de la seqüència de contingut. S'organitzen els SCO i les agregacions en una estructura en arbre de manera que quan l'estudiant interacciona amb l'LMS s'obté la resposta de seqüenciació desitjada.
- Agregació de contingut: és una col·lecció de contingut relacionat, també anomenat Cluster, que s'utilitza per definir la seqüenciació de contingut que relaciona.
- Paquet de continguts: el contingut ha de ser empaquetat en un fitxer ZIP que ha de contenir un fitxer en format XML anomenat imanifest.xml.
- Manifest: conté la informació necessària per descriure el contingut del paquet com la representació en XML de l'arbre d'activitats, com executar el contingut SCO o les metadades que descriuen l'OA i les seves parts.

## Com funciona SCORM
Es parteix d'uns continguts d'elearning elaborats i d'un LMS en què s'utilitzen unes eines d'autor, per exemple Exelearning. L'SCORM permet que tot el contingut creat i ordenat d'una determinada manera sigui empaquetat, per un software com pot ser Reload, en un arxiu ZIP en què s'ha afegit el manifest amb llenguatge XML. D'aquesta manera es pot introduir el contingut elaborat a qualsevol plataforma que sigui compatible amb SCORM i la seva versió concreta (1.2, 2004...) i, per tant, es poden enviar els mateixos continguts a diferents clients. Una funcionalitat de treballar amb SCORM és que es pot bloquejar part dels continguts, ja sigui per fer-los de pagament, o perquè un determinat client deixi de tenir-lo disponible.

## Limitacions tècniques
Les sigles SCORM fan referència a estàndards e-learning que permeten que un determinat recurs pugui ser visualitzat i funcionar correctament en qualsevol LMS. El format permet un llenguatge comú per les diferents plataformes virtuals d'aprenentatge. No obstant això, se'n destaquen algunes limitacions.
- No hi ha compatibilitat entre les diferents versions de SCORM. Això implica que un paquet de contingut 1.2 no funcioni en les LMS compatibles amb SCORM 2004 i, per tant, es perd la reusabilitat.
- Algunes característiques no s'han incorporat encara en un SCORM, com ara l'ús de badges o d'insígnies digitals. Altres limitacions tenen a veure amb la pròpia creativitat en la creació del recurs.
- Per tal de solucionar algunes de les mancances que presenta aquest format, s'ha creat un nou estàndard e-learning, el Tin Can API, que actualment està en fase de prova en el sector per tal de millorar aspectes, com per exemple, l'Aprenentatge Mòbil (M-learning o Mobile Learning en anglès).